# Diane-Monique Daviau
Diane-Monique Daviau est une éducatrice, écrivaine, traductrice et journaliste québécoise née en 1951.

## Biographie

### Jeunesse et études
Diane-Monique Daviau est née à Montréal en 1951. Elle étudie à l’école secondaire Pie-IX, à l’École normale Ignace-Bourget et au Cégep Bois-de-Boulogne où elle obtient son diplôme d'études collégiales (DEC) en 1970. Elle entre l’Université de Montréal où elle obtient un baccalauréat en 1973. Spécialisée en études germaniques, elle passe une maîtrise en 1977 et prépare un doctorat.

### Carrière professionnelle
Elle écrit des chroniques littéraires pour Le Devoir, Lettres québécoises et Liberté, et contribue également aux émissions de radio En toutes lettres, Littératures actuelles et Paysages littéraires à Radio Canada FM.
Elle enseigne la littérature, l'allemand et la traduction à l'Université McGill, à l'Université de Montréal et au Goethe-Institut.
Elle travaille comme éditrice pour plusieurs maisons d'édition et comme traductrice de l'allemand vers le français et du français vers l'allemand.
Elle siège aux comités de rédaction des Lettres québécoises et de XYZ, la revue de la nouvelle. Elle est membre du jury de plusieurs concours littéraires, dont les Prix du Gouverneur général, le Concours de nouvelles de Radio-Canada et le Prix littéraire Adrienne-Choquette.
Diane-Monique Daviau participe à l'organisation de divers événements et festivals littéraires.
Son premier livre Dessins à la plume, un recueil de contes, est nommé pour le Grand Prix littéraire de la Ville de Montréal en 1980. Ma mère et Gainsbourg est nommé pour le Grand Prix du livre de Montréal en 1999 et pour le Grand Prix des lecteurs du magazine Elle Québec en 2000. Elle est écrivaine résidente au département d'études littéraires de l'Université du Québec à Montréal et à la Maison Gabrielle-Roy de Petite-Rivière-Saint-François.

## Œuvres choisies
- Histoires entre quatre murs : contes, Hurtubise HMH, 1981 (ISBN 978-2-89045-505-4 et 978-2-89045-505-4, OCLC 15905725)[3].
- L'autre, l'une, Garamond du Roseau, 1987 (ISBN 978-2-920083-34-9, OCLC 19554370) avec Suzanne Robert[3].
- Dernier accrochage, XYZ, 1990 (ISBN 2-89261-029-X et 978-2-89261-029-1, OCLC 27973397, lire en ligne)[3].
- La vie passe comme une étoile filante, faites un vœu : récits, fragments, éclats, L'instant même, 1993 (ISBN 978-2-921197-30-4, OCLC 29029520)[3].
- Une femme s'en va : roman, L'Instant même, 2004 (ISBN 978-2-89502-766-9 et 2-89502-766-8, OCLC 974375566)[4].
- Tout ce qui m'arrive à moi, littérature jeunesse (2012)[4].